# Hydrochara brevipalpis
Hydrochara brevipalpis är en skalbaggsart som beskrevs av Ales Smetana 1980. Hydrochara brevipalpis ingår i släktet Hydrochara och familjen palpbaggar. Inga underarter finns listade i Catalogue of Life.